# Харолд Блум
Харолд Блум (енгл. Harold Bloom; 11. јул 1930 — 14. октобар 2019) био је амерички књижевни критичар, романописац и професор хуманистике на Универзитету Јејл. Од објављивања његове прве књиге 1959, Блум је објавио више од двадесет књига књижевне критике, неколико књига о религији и роман. Уредио је и написао предговоре за неколико стотина зборника текстова везаних за књижевност и филозофију за издавачку кућу Челси хаус. Његове књиге су преведене на више од четрдесет језика.
У јавности је познат пре свега као бранилац књижевног канона.